# Хашимов, Атаджан Хашимович
Атаджан Хашимович Хашимов (узб. Otajon Hoshimov, 1905, Ташкент, Туркестанское генерал-губернаторство — 4 октября 1938, Ташкент, Узбекская ССР) — основоположник узбекского литературоведения XX века, литературный критик. Один из ведущих общественных, культурных, научных и литературных деятелей Узбекистана 20—30-х годов прошлого века.

## Биография
Атаджан Хашимов родился в 1905 году в Ташкенте в дехканской семье. По некоторым сведениям Хашимов происходил из купеческой семьи, был сыном богатого купца, но в своей автобиографии по политическим мотивам указывал крестьянское происхождение. Начальное образование получил в традиционной местной школе — медресе, продолжил обучение в русско-туземной школе. В 1922—1924 годах учился на рабфаке в Москве. После окончания Института красной профессуры работал руководителем учёного совета при Наркомпросе Узбекской ССР, а затем председателем Комитета наук.
Основал Педагогическую академию Узбекской ССР в Самарканде и объединил вокруг этого высшего учебного заведения видных ученых того времени. В 1929—1933 годах учился в Институте востоковедения в Ленинграде. В 1932 году занимал должность учёного секретаря сектора литературы Института Востоковедения АН СССР. После окончания аспирантуры занимал должность руководителя Комитета наук Узбекской ССР, в 1934—1937 годах директора Института языка и литературы. В это время Хашимов начал также приобретать известность как крупный литературный критик.
С 1929 по 1935 года вышли его критические и научные статьи: «Научные труды в Узбекистане», «О переводе «Евгения Онегина» А. С. Пушкина», «Диалектика и диалектическое мышление», «Об узбекском фольклоре», «Литературное наследие», «Узбекский язык и орфография» — эти статьи внесли свой вклад в узбекскую гуманитарную науку, которая зародилась и начала формироваться в начале XX века. Хашимов познакомился с Фитратом, Гази Олимом Юнусовым, Евгением Поливановым. Читал лекции по философии, политической экономии и другим предметам в аспирантуре высших учебных заведений.
2 августа 1937 года Атаджан Хашимов был арестован и через год 4 октября 1938 года расстрелян на расстрельном полигоне Алвасти куприк в Ташкенте.